# 八雲百怪
『八雲百怪』（やくもひゃっかい）は、原作：大塚英志、作画：森美夏による日本の漫画作品。
『comic新現実』（角川書店）にvol.3（2005年2月）～vol.6（2005年8月）、『月刊少年エース』（同）2007年3月号に『八雲百夜』（やくもひゃくや）の題名で掲載された後、改題して『コミックチャージ』（同）2007年第10号から第12号、第14号、第15号、2008年第09号から第14号に連載され、同誌の休刊後は『ヤングエース』Vol.9（2010年3月4日発売）より不定期連載され、2021年2月号にて完結。
小泉八雲（ラフカディオ・ハーン）が主人公。『北神伝綺』『木島日記』と続く3部作の第3作。舞台は他の2作品とは異なり明治30年代となっている。

## あらすじ
ラフカディオ＝ハーン改め、日本に帰化した小泉八雲は、弟子の会津八一と共に訪れたある村で政府の人間である甲賀三郎と出会い、村の秘祭・夏越の本祓いを目撃し「幽世」へ入り込んでしまった。それ以来、八雲は奇怪な事件に巻き込まれていくこととなる。

## 書誌情報
- 大塚英志（原作）・森美夏（作画）『八雲百怪』角川書店→KADOKAWA、全5巻
  1. 2009年2月3日発売[3]、ISBN 978-4-04-854274-6
  2. 2009年3月2日発売[4]、ISBN 978-4-04-854282-1
  3. 2017年11月4日発売[5]、ISBN 978-4-04-105889-3
  4. 2017年12月4日発売[6]、ISBN 978-4-04-105890-9
  5. 2021年10月4日発売[7]、ISBN 978-4-04-111574-9